# Sharp MZ 2200
Sharp MZ 2200 (MZ 2200) је кућни рачунар фирме Шарп (Sharp) који је почео да се производи у Јапану током 1983. године.
Користио је Sharp LH0080A (Z80A клон) микропроцесорску јединицу а RAM меморија рачунара је имала капацитет од 64 KB. 

## Детаљни подаци
Детаљнији подаци о рачунару MZ 2200 су дати у табели испод.
|                       | |
| [ 1 ]                 | |
| Произвођач            | Шарп |
| Тип                   | кућни рачунар |
| Меморија              | 64 KB |
| Поријекло             | Јапан |
| Година                | 1983 |
| Тастатура             | Тастатура са пуним помаком тастера са нумеричком тастатуром, 10 функцијских тастера и 4 тастера смјера. 88 тастера. |
| Процесор              | клон) |
| Фреквенција процесора | 4 |
| RAM                   | 64 KB |
| ROM                   | 2 (BOOT ROM) + 2 (C-G ROM, генератор знакова)                                                                       |
| Текст                 | 40 x 25 / 80 x 25                                                                                                   |
| Графика               | 320 x 200 / 640 x 200                                                                                               |
| Боја                  | 8 |
| Звук                  | мали звучник највише 250 mW (440 Hz)                                                                                |
| Димензије             | 440 (ширина) x 490 (дубина) x 118 (висина) / 7                                                                      |
| Портови               | |
| Оперативни систем     | |